# К звёздам (фильм)
«К звёздам» (лат. Ad Astra) — американский фантастический фильм режиссёра Джеймса Грея, вышедший на экраны в 2019 году. В главных ролях снялись Брэд Питт и Томми Ли Джонс. Премьера фильма состоялась 29 августа 2019 года на 76-м Венецианском кинофестивале. Выход в широкий прокат в США состоялся 20 сентября 2019 года, в России — 26 сентября.

## Сюжет
Недалекое будущее. Майор Рой Макбрайд (Брэд Питт) — астронавт, который на прекрасном счету в НАСА, он известен способностью полностью контролировать свои эмоции: пульс Макбрайда никогда не превышает 80 ударов в минуту.

В это время Земле и другим планетам Солнечной системы угрожает опасность — странные выбросы высокой энергии, предположительно антиматерии, называемые в прессе «Импульс». Выброс разрушает находящуюся на поверхности Земли, но при этом достигающую верхних границ атмосферы, антенну для поиска внеземной жизни, что едва не приводит к гибели Макбрайда.
Эту загадочную активность руководители НАСА и космических войск США (Space Command — SpaceCom) ассоциируют с отцом Макбрайда Клиффордом, который считался погибшим 16 лет назад в исследовательской экспедиции, направленной к границе Солнечной системы. Однако, оказывается, Клиффорд Макбрайд не погиб: его экспедиция — проект «Лима» — была глубоко засекречена. С корабля проекта был получен сигнал тревоги, а вскоре начались вспышки Импульса.
Пытаясь разобраться с природой катаклизмов, Макбрайд должен отправиться на Марс (крайний земной форпост), откуда должен передать несколько аудиопосланий для отца. Его напарником становится пожилой астронавт, бывший коллега отца — полковник Прюитт. Они летят с пересадкой на Луне; во время поездки по обратной стороне Луны (от космопорта прибытия до военной базы — места отправки на Марс) на отряд Макбрайда нападают неизвестные пираты, которые промышляют захватом заложников. Затем у Прюитта происходит сердечный приступ, и он остаётся на Луне — отправляется на срочную операцию. При расставании Прюитт отдаёт Макбрайду секретный видеофайл; просмотрев позже запись, где Клиффорд Макбрайд в своем последнем послании на Землю рассказывает что на корабле произошел бунт и он расправился с бунтовщиками, желавшими прервать полёт и вернуться за Землю; Рой понимает, что руководство НАСА винит в Импульсе его отца.
Затем, во время полёта на Марс, на корабле «Цефей», происходит встреча с научным кораблем, подавшим сигнал бедствия; в ходе визита на корабль погибает капитан «Цефея» (убит подопытной обезьяной).
Прибыв на Марс, Рой Макбрайд записывает несколько аудиопосланий для отца, которые отправляют в глубокий космос. Базу контролируют военные и миссия Роя окружена секретностью. Но затем героя неожиданно отстраняют от работы и, фактически, помещают под арест.
От доктора Хелен Лантос Рой узнает о том, что «Цефей» готовится лететь к Нептуну с ядерной бомбой на борту — чтобы найти и уничтожить проект «Лима» и его отца. Для доктора Лантос происходящее тоже является личным: её родители тоже входили в экипаж доктора Клиффорда Макбрайда и  были ликвидированы отцом главного героя.
Лантос помогает Рою сбежать из-под ареста и добраться до ракеты. Рой улетает на «Цефее», при этом погибает штатный экипаж корабля (частично по вине майора). В итоге Рой в одиночку летит до Нептуна — около 79 дней.
Добравшись до Нептуна, Макбрайд-младший находит корабль проекта «Лима» и проникает на борт, но теряет свой транспортный модуль. Он устанавливает ядерный заряд около реактора корабля, источника Импульса. Затем Рой находит своего постаревшего отца. Уставший и больной Клиффорд Макбрайд рассказывает сыну, что часть экипажа подняла мятеж; при его подавлении погибли все члены «Лимы» — и мятежники, и невиновные. Но реактор оказался повреждён, что в итоге и стало причиной Импульса. Все эти годы Клиффорд жил один на корабле, параллельно проводя исследования космоса в поисках инопланетной жизни. Он наработал огромный объём информации, но с грустным результатом: похоже, люди — единственная разумная жизнь, если не во Вселенной, то, по крайней мере, в нашей галактике.
При переходе с «Лимы» на «Цефей» Клиффорд Макбрайд совершает самоубийство. Рой, забрав с собой записи работы отца, добирается до своего корабля и отправляется в обратный путь.
Почти через три месяца он приземляется на Земле. В эпилоге фильма идёт монолог главного героя о его жизни, фоном служат кадры лечения Роя в госпитале.
Финал — Рой находится в кафе и ждёт встречи со своей женой Евой, отношения с которой фактически сошли на нет из-за его работы.

## В ролях
- Брэд Питт — Рой Макбрайд
- Томми Ли Джонс — Клиффорд Макбрайд
- Рут Негга — Хелен Лантос
- Лив Тайлер — Ева Макбрайд
- Дональд Сазерленд — полковник Прюитт
- Джейми Кеннеди — Питер Белло
- Джон Финн — Страуд
- Кимберли Элиз — Лоррейн Диверс
- Бобби Ниш — Франклин Йошида
- Лиза Гэй Хэмилтон — генерал-адъютант Амелия Фогель
- Джон Ортис — генерал Ривас
- Грег Брайк — Чип Гарнс
- Лорен Дин — Дональд Стэнфорд
- Донни Кешаварц — капитан Лоренс Таннер
- Наташа Лионн — Таня Пинкус

## Прокат
В США и Канаде «К звёздам» вышла в одну неделю с «Аббатством Даунтон» и «Рэмбо: Последняя кровь», её кассовые сборы в дебютный уикэнд при прокате в 3450 кинотеатрах прогнозировались в 15-20 млн долл.
По сборам в первую неделю проката «К звёздам» сравнивали с фильмом 2018 года «Человек на Луне»: драма о космосе, получившая высокие оценки критиков и менее тёплый приём у зрителей, выразившийся в слабых сборах несмотря на актёрский состав и бюджет.
Кассовые сборы
В первый день проката картина заработала 7,2 млн, включая 1,5 млн от ночных предпросмотров в четверг.
Сборы за первую неделю проката составили 19 млн долл., «К звёздам» занял второе место, уступив только «Аббатству Даунтон». При этом, по оценкам Deadline Hollywood убытки компании Fox составят около 30 млн долл., при прогнозируемых финальных сборах фильма в 150 млн долл.
Во вторую неделю проката фильм заработал 10,1 млн (5-е место), в третью — 4,4 млн (6-е место).
Кассовые сборы фильма составили 132,8 млн долл: 50,2 млн было получено в США и Канаде, 82,6 млн — в других странах.
Выход в прокат в России состоялся 26 сентября. Фильм стал лидером по сборам в России в первые выходные проката.

## Критика
На Rotten Tomatoes фильм имеет рейтинг 84 % на основе 363 рецензий критиков со средней оценкой 7,55 из 10.
На Metacritic фильм получил оценку 80 из 100 на основе 56 рецензий, что соответствует, согласно классификации агрегатора, статусу «всеобщее признание».

## Награды и номинации
- 2019 — участие в основной конкурсной программе Венецианского кинофестиваля.
- 2020 — номинация на премию «Оскар» за лучшее микширование звука.
- 2020 — две номинации на премию «Выбор критиков» за лучший фильм в жанре научной фантастики или ужасов и за лучшие спецэффекты.
- 2020 — номинация на премию Лондонского кружка кинокритиков за лучшее техническое достижение года (Аллен Марис за спецэффекты.)
- 2021 — три номинации на премию «Сатурн»: лучший научно-фантастический фильм, лучшие костюмы (Альберт Вольски), лучшие спецэффекты (Скотт Фишер, Аллен Марис).
- 2021 — номинация на премию «Грэмми» за лучший саундрек для визуальных медиа (Макс Рихтер).